# Ramsö, Esbo
Ramsö är en av de största öarna inom Sommaröarna i Esbo skärgård i Finland, och är 2,8 km lång och 0,7 km bred.
Ön är numera sammanvuxen med Bergö, den ungefär lika stora, men högre ö som ligger parallellt med Ramsö söderut. Sedan 1930-talet har det funnits vägförbindelse från fastlandet över Bosundsbron till Svinö och en busslinje kör regelbundet till Helsingfors.
Utöver en fiskarfamilj som bodde vid Sandvik i sydvästra änden av ön, har det egentligen inte i forntiden funnits fast bosättning på ön, men från slutet av 1800-talet har en del av hantverkarna på orten haft sina stugor på Ramsö. Att det någon gång skulle ha funnits en by, Mellby, på ön är dock ett missförstånd. På 1950-talet startades ett båtbyggeri i närheten av Bosundsbron, men finansieringen var bristfällig och det kom aldrig riktigt i gång. I byggnaden startades sedan en plastfabrik, som verkade där tills den på 1970-talet behövde mer utrymme och flyttade till fastlandet. Strax intill grundades ett företag som tillverkade kajaker och små roddbåtar, först i faner och senare i glasfiberplast. Det existerar fortfarande, men är bara sporadiskt verksamt. På nordsidan, vettande mot sundet Maren, fanns i mitten av 1900-talet en anspråkslös handelsträdgård med ett växthus.
De få åkrarna och ängarna på ön har hört till gårdarna på Svinö och Moisö. Ännu till slutet av 1950-talet kunde man i terrängen skönja en upphuggen rå, som visade gränsen mellan gårdarnas områden. Den gick från Råholmen (på kartorna Rågholmen) i den ostliga mynningen av Maren, över till det smalaste stället i sundet mellan Ramsö och Bergö, vidare över Bergö ungefär till Gubbängsviken, siktande mot Kopplokobben, som markerade den ostligaste punkten på Kopplorna.
I dag finns på Ramsö fast bosatta i cirka 50 villor, varav en handfull ättlingar till de gamla hantverkarna, och något tiotal stugor som fortfarande är enbart i fritidsbruk. De gamla åkrarna är alla igenvuxna.